# Kaya (músico)
Kaya (en nihongo: 歌手: Tokushima, Shikoku) es un cantante japonés. Es conocido por su creciente carrera como solista y sus colaboraciones con los exmiembros de Velvet Eden, Hora (con quién formó el dúo Schwarz Stein) y KALM.

## Biografía
Kaya nació en Tokushima (Shikoku). Tiene dos hermanas mayores y un hermano menor. Kaya afirmó que había sido destinado a convertirse en un cantante desde que cantó en un local de karaoke en una fiesta a la edad de 3. Aunque no se dispone información sobre su entrenamiento vocal, confirmó que ha estado tomando clases de piano desde que tenía 14 años y a escribir letras desde que asistió a la secundaría.
Es hermano de Nomico, una cantante y actriz de doblaje de anme). En 2008 escribió las letras de su sencillo ミラクル☆ハニー (Miracle Honey) y fue invitado a un concierto especial. En 2020, los hermanos trabajaron juntos en la elaboración de un cover de la canción Bad Apple!!.

## Inicios
A la edad aproximada de 18 años, Kaya se sumó al grupo Visual kei Meties y al mismo tiempo estuvo trabajando para la etiqueta indie Last Child. Su nombre en ese momento era 姫 (Hime, princesa en japonés). Meties se mantuvieron activos a finales de los 90 y solo se lanzó un demo antes de su disolución entre 1999 y 2000.
Después de graduarse de la escuela, Kaya se trasladó a Tokio y se unió como vocalista a otra banda de visual kei, ISOLA. A pesar de pertenecer a la escena visual kei, Kaya parecía disfrutar más del clubbing y de géneros de música electrónica dance, pop, y hardcore techno. En 2001, cuando aún era un miembro de ISOLA, Kaya asistió a un concierto de Velvet Eden y comenzó a mantener contacto con el tecladista de esa banda en aquel entonces, Hora. No mucho tiempo después, ellos dos decidieron formar el dúo de música electrónica Rudolf Steiner.

## Carrera con Schwarz Stein
Durante un concierto en 2002 de Rudolf Steiner, fueron avistados por el guitarrista Mana, antiguo miembro de la afamada banda de rock Malice Mizer. Él les ofreció un contrato dentro de su propio sello discográfico, Midi:Nette, y se convirtió en su productor. Entonces, Mana sugirió cambiar el nombre a Schwarz Stein que significa “Piedra negra”, al mismo tiempo que Kaya adoptaba su actual nombre.
Durante los dos años siguientes, Schwarz Stein lanzó dos álbumes completos, varios sencillos y pasó a ser muy popular en la escena indie. También sirvieron como teloneros en los shows de Moi Dix Mois, haciéndose el dúo cada vez más notable. Sin embargo, las diferencias musicales entre los dos miembros condujo a su disolución en marzo de 2004. Kaya estuvo desaparecido de la escena musical durante al menos dos años, aunque hizo apariciones esporádicas en shows de bandas desconocidas. Su regreso a la escena musical tuvo lugar a principios de 2006 con el lanzamiento del álbum Another Cell, que fue sólo una colaboración con su excompañero Hora. Este proyecto ayudó Kaya a lanzar su propia carrera como solista.

## Carrera en solitario
Tuvo su debut como solista en la sala de conciertos Takadanobaba AREA el 23 de junio de 2006, fecha en la que su primer sencillo Kaleidoscope fue lanzado. Kaya contó con el apoyo y composiciones de KALM (ex-Velvet EDEN) y ocasionalmente de Hora. Pese a estar trabajando bajo su propio sello discográfico トロイメライ (Traumerei), se las arregló para volverse muy popular en la escena indie, especialmente tras asociarse con Sherow Artist Society, la compañía discográfica fundada por el vocalista Kamijo, miembro de la popular banda de rock sinfónico Versailles. La más conocida de estas colaboraciones es Node of Scherzo, una especie de show teatral de rock protagonizado por las voces de Kaya, Kamijo y Juka. 
En 2007, tras el inesperado éxito de su sencillo Carmilla, Kaya consiguió firmar un contrato con next music inc., una división de la compañía discográfica Universal Music Japan. Su debut como cantante major tuvo lugar a principios de 2008 con el lanzamiento del single Chocolat y su posterior concierto titulado サロン・ド・ショコラ (Salon de Chocolat).
En 2009, Kaya lanzó ボンジュール！シャンソン (Bonjour Chanson! Volumen 1) el 18 de febrero, que incluía 5 covers de chanson francesas famosas como "La vie en rose" y "Padam, padam..." de Édith Piaf. Según una entrevista de CdJapan, Kaya desea popularizar la chanson y mostrar que puede ser bello y optimista. Kaya también declaró que quería reanudar el estilo Neo-decadence/Trance que había caracterizado su estilo en sus comienzos. Así, el 22 de julio de ese año, lanzó su nuevo single "Ophelia", el primero de una serie de lanzamientos que le llevaría a regresar a su estilo original. A partir de finales de 2009, Kaya vuelve a publicar sus trabajos bajo el sello discográfico indie Traumerei.
El 4 de diciembre de 2013, el álbum GOTHIC fue lanzado al mercado. Tras el lanzamiento, Kaya anuncia una pausa en sus actividades como solista para formar parte de la banda de rock japonesa Femme Fatale como vocalista, que estuvo activa desde 2014 hasta 2016. Al mismo tiempo, anuncia la esperada vuelta del dúo Schwarz Stein.
En 2016, Kaya firma un contrato con el sello de Kamijo, Chateau Agency, y retoma su carrera de solista con el lanzamiento del single Perfana. Compuesto por Kamijo, estaba previsto que fuese el primero de una trilogía de singles bajo el tema de Bruja. Sin embargo, debido a diferencias musicales, Kaya deja la agencia de Kamijo tras Perfana y comienza una vez más bajo el sello de Traumerei.
A finales de 2018, con motivo de la celebración del 15.º aniversario de su carrera como solista, Kaya inicia una campaña de micromecenazgo para financiar la producción de su siguiente álbum, el primero tras su vuelta a los escenarios: el cover álbum DRESS. El álbum incluye versiones de canciones pop-rock japonesas famosas de los 80, 90' y principios de 2000, además de una versión de la chanson Hymne à l'amour. Con este lanzamiento, Kaya se aleja del sonido electrónico que había caracterizado su trabajo en sus inicios.

## Kaya Project
Generalmente, Kaya actúa solo en el escenario con pistas de acompañamiento pregrabadas. Sin embargo, en shows más elaborados, especialmente aquellos durante su etapa como artista major, los espectáculos son más teatrales, incluyendo un cuerpo de baile y otros artistas, el Kaya Project.
Miembros de Kaya's Project
- YUI - bailarín (2006 - present)
- 良心 (Ryoushin) - bailarín (2006 - present)
- HIRO - bailarín (2008 - present)
- KITTY - bailarina (2008 - present)
- AYANO - bailarina (2008 - present)
- Veronica - drag queen (2008 - present)
- Lil' Grand Bitch - drag queen (2008 - present)

Antiguos Miembros
- OCHI - Bailarín (2006 - 2009)
- mint - drag queen (2007)
- Silver - drag queen (2007)
- Gally - drag queen (2007)
- Amanda - drag queen (2007)
- Scarlet - drag queen (2006 - 2007)
- 松阪牛子 - drag queen (2006 - 2007)

## Discografía

### Sencillos
- Kaleidoscope (28 de junio de 2006)
- Masquerade (6 de septiembre de 2006)
- 桜花繚乱 (Ôka Ryôran) (4 de abril de 2007)
- Carmilla (31 de octubre de 2007)
- Chocolat (23 de abril de 2008)
- Last Snow (24 de diciembre de 2008)
- Ophelia (22 de julio de 2009)
- Kaya Remix vol.1 K (27 de diciembre de 2009)
- Awilda (28 de julio de 2010)
- マダムローザの娼館 (Madame Rosa no Shoukan) (22 de diciembre de 2010)
- Vampire Requiem (25 de enero de 2012)
- SALOME (20 de junio de 2012)
- Nocturne (12 de diciembre de 2012)
- TABOO (7 de junio de 2013)
- Perfana (19 de octubre de 2016)
- 夢路 (Yumeji) (8 de marzo de 2017)
- FABULOUS (1 de abril de 2018)
- Monday Monday (18 de julio de 2018)
- 般若 (Hannya) (25 de agosto de 2020)

### Álbumes
- Glitter (27 de diciembre de 2006)
- 百鬼夜行 (Hyakki Yagyô, miniálbum) (11 de julio de 2007)
- Glitter (Indies Best Of) (16 de julio de 2008)
- ボンジュール！シャンソン (Kaya Meikyoku Series 1 Bon jour! Chanson, miniálbum) (18 de febrero de 2009)
- QUEEN (20 de abril de 2011)
- GLITTER (remasterizado) (12 de diciembre de 2012)
- GOTHIC (4 de diciembre de 2013)
- DRESS (23 de junio de 2019)
- ROSE (8 de junio de 2022)
- BOUQUET (9 de octubre de 2024)

### Compilaciones
- CRUSH!3-90's V-Rock best hit cover LOVE songs- (27 de junio de 2012)
- V-ANIME ROCKS evolution (2 de octubre de 2013)
- V-ANIME collaboration -femme- (5 de marzo de 2014)
- V-ANIME collaboration -homme- (26 de marzo de 2014)
- chansoiree (26 de febrero de 2019)

### DVD
- ノード・オブ・スケルツォ SPECIAL CLIP DVD 裏貴族 (Node of Scherzo Special clip DVD Urakizoku) (24 de diciembre de 2007)
- サロン・ド・ショコラ (Salon de Chocolat) (20 de agosto de 2008)
- 薔薇色大航海日誌 (Barairo Daikokai Nisshi) (22 de diciembre de 2010)
- 薔薇の葬列 -Vampire Requiem- (Bara no sōretsu -Vampire Requiem-) (10 de octubre de 2012)
- Nocturne -蠢く微笑- (Nocturne -Ugomeku Bishō-) (31 de julio de 2013)
- Gothic Elements (23 de abril de 2014)
- Gothic Elements〜After Live Party〜 (20 de agosto de 2014)
- Kaya Music Clip Selection (17 de abril de 2015)
- The Birth of DIVA (16 de diciembre de 2016)

### Colaboración
- Another Cell (1 de abril de 2006)
- Node of Scherzo (31 de octubre de 2007)